# 三菱自動車エンジニアリング
三菱自動車エンジニアリング株式会社（みつびしじどうしゃエンジニアリング、Mitsubishi Automotive Engineering Co.,Ltd.
）は、三菱自動車工業系の企業である。三菱自動車工業100%子会社。略称はMAE。
主な事業は三菱自動車工業が生産する乗用車の開発業務。三菱自動車工業で行われる乗用車開発において開発計画から設計、実験まで多くの業務に関わっている。

## 沿革
- 1977年
  - 8月19日 - 中菱エンジニアリング株式会社自動車部門を分離し、日本自動車エンジニアリングとして設立。
  - 10月1日 - 営業開始。
- 1988年7月 - 三菱自動車エンジニアリング株式会社に商号を変更。
- 1999年2月 - ISO 9001認証を取得。
- 2000年2月 - ISO 14001認証を取得。
- 2004年4月 - 前年の三菱自動車工業からの三菱ふそうトラック・バスの分社化に伴い、トラック・バス部門をふそうエンジニアリング株式会社として分離。
- 2009年7月 - MMCテスト&ドライブを吸収合併。
- 2012年12月 - 三菱自動車カーライフプロダクツを吸収合併。
- 2016年
  - 5月 - 軽自動車の開発において燃費試験の不正問題に関与していたことが発覚。
  - 5月13日 - 燃費試験の不正問題を受け、品質マネジメントシステム（ISO 9001）の認証一時停止処分を受ける。

## 不祥事・事件・問題・事故

### 燃費試験の不正事件
2016年（平成28年）4月20日、親会社の三菱自動車から委託されていた「eKワゴン」、「デイズ」等の燃費測定の基礎データとなる走行抵抗の測定に関し違法行為に関与していたことが発覚。詳細は三菱自動車工業の燃費試験の不正事件参照。

## 事業所
- 本社（愛知県岡崎市）
- 岡崎事業所（愛知県岡崎市）
- 京都事業所（京都府京都市右京区）
- 水島事業所（岡山県倉敷市）